# غورنوريتشينسكيي
غورنوريتشينسكيي (بالروسية: Горнореченский) هي مدينة في مقاطعة بريمورسكي كراي في روسيا.
يبلغ عدد سكانها حوالي 3387 نسمة.